# 연암도서관
연암도서관은 경상남도 진주시 소재의 시립 도서관이다.

## 연혁
- 1963년 6월 12일 진주시립도서관으로 개관(교육청 소관)
- 1968년 11월 13일 향토출신 기업가 고 연암 구인회씨가 진주성지내에 신축 기증
- 1970년 5월 30일 도서관 관리처가 교육청에서 진주시로 이관
- 1985년 12월 28일 연암문화재단 이사장 구자경씨가 현 위치로 이전
- 1992년 1월 7일 진주시립도서관 열람조례 개정
- 1998년 5월 22일 분관인 진주시립서부도서관 개관
- 2005년 7월 1일 진주시립도서관 열람조례 개정

## 시설현황
- 2층: 일반열람실. 남·여학생열람실
- 1층: 종합자료실. 어린이실. 디지털자료실
- 지하: 사무실, 시청각실, 휴게실

## 이용 안내
이용시간
- 종합자료실: 월~금요일(오전9시 ~ 오후10시), 토·일·공휴일(오전9시 ~ 오후5시)
- 어린이자료실: 월~금요일(오전9시 ~ 오후6시), 토·일·공휴일(오전9시 ~ 오후5시)
- 디지털자료실: 월~금요일(오전9시 ~ 오후6시), 토요일·공휴일(오전9시 ~ 오후5시), 일요일(오전9시 ~ 오후1시)
- 열람실: 오전7시 ~ 오후10시

휴관일
- 매월 첫째 월요일
- 1월 1일, 설·추석 연휴
- 임시휴관일: 도서관장 공고일